# وونغ شون ليونغ
وونغ شون لونغ ولد في 8 يونيو 1935م كان معلم فنون قتالية في هونغ كونغ درس الوينغ تشون عند المعلم ييب مان وكان له الفضل في تدريب بروس لي، في مقابلات له، ادعى وونغ أنه فاز بما لا يقل عن 60، وربما أكثر من 100، قتال في الشوارع ضد ممارسي فنون قتالية من أساليب مختلفة، على الرغم من أنه لا يمكن تأكيد هذه الأرقام بشكل مستقل. بسبب سمعته، أشار إليه طلابه ومعجبيه بأسم غونغ ساو وونغ. سجل وونغ فيلمًا تعليميًا واحدًا بعنوان وينغ تشون: علم القتال.

## بدايته مع الفنون القتالية
بحسب ما ورد تدرب وونغ على العديد من ألأساليب القتالية في شبابه، في المقام الأول أسلوب تاي تشي والملاكمة أو الكيك بوكسينغ، ولكنه تخلى عن الملاكمة بسبب حالتين: واحدة مع مدرب الملاكمة الخاص به والأخرى مع ييب مان يبدو أن الحادثة الأولى حدثت لأن ونغ ضرب بطريقه ما مدرب الملاكمة أثناء السجال. هاجم المدرب الغاضب بجدية، ليقضي عليه في النهاية وونغ. تسبب الحادث في مغادر وونغ الملاكمة. ولكن في رواية أخرى، قال وونغ إنه هزم مدرب الملاكمة بتقنيات الوينغ تشون: "كنت أتدرب مع مدربي وضربته بشدة، وغضب وهاجمني بشدة. قاتلت بتقنيات الوينج تشون وانتهى به الأمر بالنزيف. وقال وونغ أن الملاكمة انتهت بالنسبة لي.

### لقاءه الأول مع ييب مان
الحادث الثاني نتج عن انبهار وونغ بقصص شخصيات الوينج تشون، مثل تشان واه شون و وليونغ جان، دفع هذا الاهتمام وونغ للبحث عن معلم ليعلمه فن الوينج تشون. اصطحبه صديق شقيقه الأكبر للقاء ييب مان وفقًا لإحدى إصدارات الأحداث، بعد هزيمة اثنين من طلاب ييب، وبعدها اقام وونغ مباراة مع ييب مان نفسه وهُزم بسهولة. على أي حال، انضم وونغ إلى مجموعة وينج تشون وأتى في النهاية لمساعدة ييب في التدريس، مع الطلاب بما في ذلك بروس لي.

## رسالة بروس لي لييب مان و ونغ شون
كتب بروس لي ذات مرة رسالة إلى وونغ، «على الرغم من أنني (تقنيًا) طالب عند ييب مان فقد تعلمت في الواقع منكم الكونغ فو.» ويعتقد أن وونغ حمل الرسالة في محفظته. لعل أشهر رسالة من بروس لي إلى وونغ هي الرسالة المؤرخة في 11 يناير 1970، التي تُرجمت إلى الإنجليزية كملاحق لمقالة كتبها وونغ.

في عام 1970 كتب بروس لي رسالة باللغة الصينية إلى وونغ شون ليونغ:
```
لقد مر وقت طويل منذ أن كتبت رسالة لك آخر مرة.  كيف حالكم؟  رسالة ألان من كندا تطلب مني أن أقرض لك فيلم 8 مم.  أنا آسف بشأن ذلك.  لأنني فقدته عندما انتقلت إلى منزلي.  هذا الفيلم قديم جدًا ونادرًا ما أشاهده ، لذلك فقدته.  أنا آسف لذلك.  الآن اشتريت منزلا في بيل إير. يقع على قمة تل بالقرب من بيفرلي هيلز.  علاوة على ذلك إلى جانب ابني براندون كان لدي ابنة شانون  تبلغ من العمر سبعة أشهر الآن.  هل تزوجت مرة أخرى؟  من فضلك أرسل تحياتي إلى أخواتك.  لقد قمت مؤخرًا بتنظيم شركة إنتاج أفلام.  لقد كتبت أيضًا قصة "الناي الصامت".  أنا وجيمس كوبورن سنتصرف فيه.  ستيرلنج سيليفيانت هي كاتبة مسرحية.  وهو كاتب مسرحي شهير (في حرارة الليل).  نخطط لعمل أول فيلم قتالي في هوليوود.  احتمال جيد.  بعد حوالي ستة أشهر سيبدأ عمل التصوير.  جميع المشاركين في هذا الفيلم هم من متابعي.  في المستقبل قد يعمل ستيف ماكوين معًا أيضًا.
```

```
أنا متحمس جدا لهذه الخطة.  بالنسبة لفنون الدفاع عن النفس ما زلت أمارسها يوميا.  أقابل طلابي وأصدقائي مرتين في الأسبوع.  بغض النظر عن الملاكم الغربي المتعلم أو المصارع في التايكوندو، سألتقي بهم طالما أنهم ودودون ولن يغضبوا.  منذ أن بدأت الممارسة الواقعية في عام 1966 (حماة، قفازات، وما إلى ذلك) أشعر أن لدي العديد من الأحكام المسبقة وأنهم مخطئون.  لذا أغير اسم جوهر دراستي إلى جيت كون دو  جيت كون دو ليس سوى اسم.  الشيء الأكثر أهمية هو تجنب التحيز في التدريب.  بالطبع أركض كل يوم.  عليّ تحسين أساسياتي يوميًا.  على الرغم من أن مبدأ الملاكمة مهم إلا أن التطبيق العملي أكثر أهمية.  أشكركم، لتعليمهم طرق الوينغ تشون في هونغ كونغ.  في الواقع ، يجب أن أشكرك على قيادتي للسير على طريق عملي.  خاصة في الولايات المتحدة هناك ملاكمون غربيون ، غالبًا ما أمارس معهم أيضًا.  هناك العديد ممن يسمون معلمين في فن الوينغ تشون هنا آمل حقًا ألا يكونوا متغطرسين لدرجة أنهم يقاتلون مع هؤلاء الملاكمين الغربيين.
```

```
قد أقوم برحلة إلى هونغ كونغ.  آمل أن تعيش في نفس المكان.  نحن أصدقاء حميمين ، نحتاج إلى مقابلة المزيد والدردشة حول أيامنا الماضية.  سوف يكون هناك الكثير من المرح؟  عندما ترى السيد ييب من فضلك أرسل تحياتي إليه.  السعادة تكون معك!
```

## اعتراف رسمي من الصين في عام 1996 لفن الوينغ تشون
في أكتوبر 1996، دعت الإدارة الوطنية للرياضة في الصين وونغ شون ليونج (مع 12 طالبًا) إلى بكين للتدريس والترويج للوينج تشون وونغ إلى الشعوب الصينية، تحولت الندوة بنجاح كبير مع ما يقرب من 200 مشارك مسجل وكان من بينهم خبراء الفنون، المتحمسين، أفراد الشرطة والجيش. بعد التدريب الذي استمر لمدة أسبوع مع طلاب ونغ، اعترف كل من المنظم والمشاركين بالإجماع بأن الوينغ تشون ليس مجرد مهارة قتال عادية ولكن شيئًا عميقًا ومهمًا وفعالًا للغاية، أنتشر على نطاق واسع في الصين وفي جميع أنحاء العالم.  

## طلاب WSL
- أتيليو ريالي:[22] مارس الوينغ تشون مع وونغ شون ليونج لمدة 16 عامًا.[23]
- باري لي
- تشان كيم مان (陳 儉 文): أحد كبار الطلاب الذين مارسوا ودرّسوا الوينغ تشون مع وونغ شون ليونغ منذ عام 1978 لمدة 19 عامًا حتى توفي وونغ في عام 1997 [24]
- تشيو هوك ين
- كليف أو يونغ
- كليف بوتر
- ديفيد تشيونج
- إرنست هوفلر
- ديفيد بيترسون
- جون سميث
- جاري لام (لام مان هوج)
- جيري يونغ[25]
- كو كين[26]
- لام كام كوين
- لورانس ليونغ تشي سينغ
- لويس لوك
- لي هانج تشيونج
- مارك وونغ
- نغ تشون هونغ
- نينو برناردو
- فيليب باير[27]
- رولف كلاوزنيتزر[28]
- سام لابيان
- ستيفن تشو : تدرب مع المعلم وونغ شون ليونغ لمدة ثلاثة أشهر فقط ؛ توقف عن التعلم بسبب القيود المالية لكنه ظل يتدرب بنفسه؛[29][30][31][32] سنة تعلم بعدها من المعلم وان كام ليونغ[33][34]
- تومي يوين يم كيونغ
- توني لي
- فيكتور كو
- وان كام ليونغ : مؤسس أسلوب الوينغ تشون العملي
- ستيفن جيرارد (المملكة المتحدة)
- وونغ هونغ تشونغ （ابن وونغ شون لونغ)